# ゼルビッツ
ゼルビッツ (ドイツ語: Selbitz, ドイツ語発音: [ˈzɛlbɪt‿s]) は、ドイツ連邦共和国バイエルン州オーバーフランケン行政管区ホーフ郡の市で、ホーフ市から約14km西のフランケンヴァルトの中、連邦道B173およびアウトバーンA9（出口33 - ナイラ/ゼルビッツ）沿いに位置する。

## 地理

### 自治体の構成
本市は、公式には17の地区 (Ort) からなる。このうち孤立農場などを除く集落を以下に列記する。
| - デルンタール - ヒュットゥング - ノイハウス - ローデスグリュン - ローテンビュルク - ゼルビッツ | - ゼランガー - シュタウデンホイザー - シュテーゲンヴァルトハウス - ヴァッハホルダーブッシュ - ヴァイデスグリュン |

## 歴史
ゼルビッツが初めて文献に現れるのは1367年。1388年からは数多くの封土を持つニュルンベルク城伯の所領となった。1783年5月16日に市場の開催権を獲得し、1792年からプロイセン王国バイロイト侯領のアムトがおかれた。ゼルビッツは重要な参事会の固有権を有していた。この市場町は、1807年のティルジットの和約によってフランスの管理下に置かれ、1810年にバイエルン王国領となった。バイエルン王国の行政改革の時代、1818年の自治体令により、今日の自治体となった。1954年10月26日に市場町ゼルビッツは「Stadt（市）」の称号を得た。

### 人口
この地域の人口は、1970年 5,651人、1987年 4,981人、2000年 4,947人であった。

## 行政

### 市議会
市議会は市長を含めて21議席から成る。

## 経済と社会資本

### 交通
ゼルビッツは、鉄道路線ホーフ - バート・シュテーベン線を用いた鉄道輸送の便がある。

### 経済
主な産業は、織布、織機プログラミング、衣料品、靴、紡績工場、撚糸工場、機織工場、カーテン、婦人既製服、染色・コーティング、糸加工、プラスチック加工、シーツ・ベッドカバー・ナプキンなど日用布製品、電子、機械製造、刺繍、印刷業、輸送業、建築資材、建築業。

## 引用
1. ↑  https://www.statistikdaten.bayern.de/genesis/online?operation=result&code=12411-003r&leerzeilen=false&language=de Genesis-Online-Datenbank des Bayerischen Landesamtes für Statistik Tabelle 12411-003r Fortschreibung des Bevölkerungsstandes: Gemeinden, Stichtag (Einwohnerzahlen auf Grundlage des Zensus 2011)
2. ↑  Max Mangold, ed (2005). Duden, Aussprachewörterbuch (6 ed.). Dudenverl. p. 718. ISBN 978-3-411-04066-7
3. ↑  Bayerische Landesbibliothek Online